# 深沢道尚
深沢 道尚（ふかさわ みちひさ、1938年7月28日 - ）は、日本の元テレビプロデューサー。山梨県出身。

## 略歴
1961年に東映に入社。生田撮影所で製作進行の業務に携わった後、1976年にプロデューサーに就任。以降数々の東映テレビ作品のプロデュースを手がけた。

## プロデュース作品
- ベルサイユのトラック姐ちゃん（1976年、NET）※初プロデュース作品
- 非情のライセンス(第2シリーズ)（1976年-1977年、NET）
- 秘密戦隊ゴレンジャー（1976年、NET）
- 特捜最前線（1977年-1986年、テレビ朝日）
- 化身（1987年、関西テレビ）
- 三匹が斬る!（1987年-1988年、テレビ朝日）
- 春の時代劇スペシャル・桃太郎侍III（1994年、テレビ朝日）
- 司馬遼太郎の功名が辻（1997年、テレビ朝日）
- 藤沢周平の用心棒日月抄（1997年、テレビ朝日）
- びんぼう同心御用帳（1998年、テレビ朝日）
- 京都潜入捜査官 THE SLIPPERS（2000年、テレビ朝日）※協力プロデューサー
- 熱血!周作がゆく（2000年、テレビ朝日）※協力プロデューサー